# مارسل اوردوئیه
مارسل اوردوئیه (فرانسوی: Marcel Ourdouillié‎؛ ۱۸ دسامبر ۱۹۱۳ – ۱۸ ژوئیهٔ ۱۹۶۲) بازیکن فوتبال اهل فرانسه بود.
از باشگاه‌هایی که در آن بازی کرده‌است می‌توان به باشگاه فوتبال لانس اشاره کرد.
وی همچنین در تیم ملی فوتبال فرانسه بازی کرده‌است.